# Сакі-є Олія
Сакі-є Олія (перс. ساكي عليا) — село в Ірані, у дегестані Шамсабад, в Центральному бахші, шахрестані Ерак остану Марказі. За даними перепису 2006 року, його населення становило 128 осіб, що проживали у складі 29 сімей.

## Клімат
Середня річна температура становить 9,91°C, середня максимальна – 28,43°C, а середня мінімальна – -11,84°C. Середня річна кількість опадів – 237 мм.
| Клімат поселення                              | Клімат поселення | Клімат поселення | Клімат поселення | Клімат поселення | Клімат поселення | Клімат поселення | Клімат поселення | Клімат поселення | Клімат поселення | Клімат поселення | Клімат поселення | Клімат поселення | Клімат поселення |
| Показник                                      | Січ.             | Лют.             | Бер.             | Квіт.            | Трав.            | Черв.            | Лип.             | Серп.            | Вер.             | Жовт.            | Лист.            | Груд.            |                  |
| Середній максимум, °C                         | 4,54             | 6,30             | 10,12            | 16,80            | 22,09            | 27,14            | 28,43            | 28,25            | 23,72            | 17,49            | 11,02            | 5,76             |                  |
| Середня температура, °C                       | −3,65            | −1,87            | 1,94             | 8,62             | 13,91            | 18,96            | 22,82            | 22,64            | 18,12            | 11,89            | 5,42             | 0,15             |                  |
| Середній мінімум, °C                          | −11,84           | −10,05           | −6,25            | 0,42             | 5,72             | 10,77            | 17,23            | 17,06            | 12,51            | 6,29             | −0,19            | −5,44            |                  |
| Норма опадів, мм                              | 35               | 36               | 44               | 32               | 25               | 4                | 2                | 1                | 0                | 7                | 21               | 30               |                  |
| Середньомісячна швидкість вітру, м/с          | 1.15             | 1.95             | 2.36             | 2.48             | 2.26             | 2.11             | 1.97             | 1.86             | 1.92             | 1.81             | 1.78             | 1.24             |                  |
| Середньомісячна сонячна радіація, кДж/м²·день | 9750             | 12788            | 15495            | 18654            | 22581            | 26973            | 25939            | 24375            | 21559            | 16134            | 11361            | 9336             |                  |
| --------------------------------------------- | ---------------- | ---------------- | ---------------- | ---------------- | ---------------- | ---------------- | ---------------- | ---------------- | ---------------- | ---------------- | ---------------- | ---------------- | ---------------- |
| Джерело:                                      |                  |                  |                  |                  |                  |                  |                  |                  |                  |                  |                  |                  |                  |